# Nute Gunray
Nute Gunray eller Vicekungen, är en fiktiv figur i Star Wars-universumet. Nute Gunray är, tillsammans med Darth Sidious, den återkommande skurken i de tre inledande filmerna.

## Skådespelare
Rollen spelas av Silas Carson i de tre första filmerna (episod I-III). I The Clone Wars spelas Gunray av komikern Tom Kenny.
Nute Gunrays ansiktsrörelser är styrda via radiokontroll.

## Biografi

### Tidig politisk karriär
Gunray gick med i federationen som en vanlig handelsman, men snart dök tillfället till befordran upp. Ett företag som tillverkade stridsvagnar till federationen avslöjades med fusk. Gunray vittnade inför Handelsfederationens ledning. Företaget hade en plats i ledningen och när företaget fick stänga ner tog Gunray den platsen. Gunray valdes senare till senator i den galaktiska senaten. Under denna tid bröt Stark hyperspace-kriget ut och Gunray valdes tillsammans med några andra senatorer ut att förhandla med rebellerna. Förhandlingarna gick dåligt och strider utbröt. Gunray lyckades tillsammans med senator (senare kansler) Finis Valorum återvända till Coruscant där han hjälpte till att kväsa upproret.
Tack vare att Gunray lyckats besegra rebellerna blev han vicekung av Handelsfederationen, men hans makt var begränsad av ledningen. Darth Sidious kontaktade honom och lovade att han skulle bli handelsfederationens envåldshärskare och Gunray gick med på det. När rådet var på besök på Eriadu öppnade några stridsdroider eld mot ledningen och dödade alla utom Gunray. 
Nu kunde Gunray tillsätta neimoidiska tjänstemän som han ville. Detta ledde till att Rune Haako blev diplomatisk attaché/juridisk rådgivare, Daultay Dofine blev kapten på flaggskeppet, Lott Dod blev senator och Hath Monchar blev ställföreträdande vicekung.     
När Darth Sidious kontaktar Gunray första gången går Gunray med på att eliminera handelsfederationens riktiga bestämmare. Sedan blir Gunray ledare över handelsfederationen och tar titeln Viceroy. I Star Wars: Episod I – Det mörka hotet har vicekungen blockerat alla Naboos handelsrutter. När jediriddarna Qui-Gon Jinn och Obi-Wan Kenobi skickas för att förhandla med handelsfederationen försöker Gunray att mörda dem. Detta misslyckas dock och de tar sig till Naboo.
Vicekungens trupper når snart Naboos huvudstad Theed och arresterar drottning Padmé Amidala. Hon flyr dock till Coruscant, men återvänder och samlar ihop en armé bestående av Gunganer. Samtidigt som Gunganerna slåss mot Handelsfederationens droidarmé lyckas drottningen gripa vicekungen. Samtidigt förstörs droid-kontrollskeppet och stridsdroiderna slutar därmed att fungera.
I slutet av filmen skickas Gunray och hans adjutant Rune Haako till Coruscant för att åtalas.

### Efter striden om Naboo
I Star Wars: Episod II – Klonerna anfaller har Gunray lyckats slingra sig från rättegångarna, antagligen tack vare Palpatine (alltså Darth Sidious), och är nu ute efter mer makt och hämnd. 
Han vänder sig till Konfederationen för Självständiga System KSS (Confederacy of Independent Systems), som tänker kombinera Handelsfederationens droidarméer med Techno-unionens robotarméer för att kunna angripa Republiken och därmed få med sig fler planeter i Konfederationen. 
Konfederationen under ledning av Greve Dooku samlas på Geonosis för att övervaka produktionen av den nya armén. Padmé, som inte längre är drottning, grips och döms till döden tillsammans med Anakin Skywalker. Den förtjuste Gunray står i en privat loge tillsammans med Greve Dooku, Jango Fett, Jangos son och Poggle den Mindre och ser ut över dödsarenan när klontrupper och jediriddare förstör hans hämndplan. Gunray och Libkath stannar under större delen av striden, tills de inser att den är förlorad och flyr i sin skyttel.

### Slutet av klonkriget och döden på Mustafar
I Star Wars: Episod III – Mörkrets hämnd har Gunray och resten av separatistrådet ställts under General Grievous beskydd. När klonarmén ska attackera Utapau beordras separatistrådet till lavaplaneten Mustafar. Där får Gunray veta att Darth Sidious nya lärling är på väg. Separatistrådet tar emot Darth Vader, men blir sedan slaktade av Vader. Gunray är den sista som dödas. Han dog av ett slag i bröstet.

## Utseende och personlighetsdrag
Neimoidianen Nute Gunray är Vicekung (Viceroy) av Handelsfederationen. Han har, precis som alla Neimoidianer, ett amfibieliknande utseende med grön hud och ormliknande röda ögon. Precis som sin fiende Padmé Amidala har Gunray smak för eleganta kläder. I Det mörka hotet bär han en tre-spiad krona och en vackert gjord klädnad med mantel. I Klonerna anfaller har han på sig en mindre huvudbonad och en röd mantel och i Mörkrets hämnd bär han en hög huvudbonad och en vacker klädnad med stora brokader. Neimoidianer anses vara sluga handelsmän, men beskrivs också som fega, giriga och hänsynslösa, en beskrivning som väl stämmer in på Gunray.